# João Barbosa Rodrigues
João Barbosa Rodrigues (22. června 1842 São Gonçalo do Sapucaí – 6. března 1909 Rio de Janeiro) byl brazilský botanik.
Vyrostl v Campanha, v brazilském státě Minas Gerais. Do Rio de Janeiro se se svou rodinou vrátil roku 1858. Věnoval se obchodu, ale vždy se zajímal o přírodní vědy, sbíral hmyz a rostliny. Stal se učitelem kreslení a specializoval se na botaniku pod dohledem Francisca Freira Allemãa e Cysneira. Zúčastnil se vědecké expedice císařské vlády do Amazonského pralesa (1872–1875). Několik let řídil, v Manaus, botanickou zahradu, otevřenou roku 1883. Roku 1890 se stal ředitelem botanické zahrady v Rio de Janeiru, kde působil až do smrti. Publikoval různá díla, k nejvýznamnějším patří dva svazky věnované Orchidaceae: Genera et species orchidearum novarum (1877/1881).